# Piața Griviței
Piața Griviței este o piață din Constanța, situată la intersecția străzii Grivița cu străzile Ștefan Mihăileanu, Gheorghe Lazăr, Mercur și Jupiter. Era denumită Piața Griviței "II", deoarece era cea de a doua piață situată pe strada Grivița dinspre centrul orașului spre periferie, prima aflându-se la intersecția străzii Grivița cu străzile Ion Lahovari, Miron Costin și Mihai Viteazu, în spațiul ocupat acum de către Tomis Mall. În timpul comunismului, spațiul gol al pieței a fost ocupat cu o construcție ce se dorea a fi un supermagazin agro-alimentar. 